# Fazekasboda
Fazekasboda (németül: Boden, horvátul: Bodica) község Baranya vármegyében, a Pécsváradi járásban.

## Fekvése
Pécsváradtól délkeletre fekszik, a Geresdi-dombság nyugati lábainál.
A szomszédos települések: észak felől Lovászhetény, északkelet felől Erdősmecske, kelet felől Geresdlak, dél felől Kékesd, délnyugat felől Erzsébet, északnyugat felől pedig Nagypall (Lovászheténnyel, Erdősmecskével és Erzsébettel nincs közvetlen közúti kapcsolata).

### Megközelítése
A településen végighúzódik, annak főutcájaként a Mohácstól Pécsváradig vezető 5607-es út, ez a legfontosabb közúti megközelítési útvonala mindkét végponti város irányából. Északi határszélét egy rövid szakaszon érinti a Pécs–Bátaszék-vasútvonal, de a vasútnak sosem volt megállási pontja a község területén.

## Nevének eredete
Nevének Fazekas előtagja a falu fazekas hagyományaira, boda utótagja a régi buda=kemence szó boda nevű változatából ered. Egy másik változat szerint utótagját szláv szónak tartják.

## Története
A település és környéke már a rézkorban lakott volt. A település határában rézkori, római és avar kori leletek kerültek napfényre: Itt feltételezik a Gurumba nevű római őrhelyet is. A mai falutól északkeletre a Gemeindegipfelnek nevezett helyen állhatott a mai falu őse, ahol a régészeti feltárásokkor avar korból való építőkemencéket tártak fel, amiből következtethetünk az egykor itt élt népek fazekas tevékenységére.
A településen át húzódott egykor a Pécsről Bátaszék felé tartó főközlekedési út is.
Fazekasbodát az oklevelekben 1220-ban említették először egy apátsági alapítólevélben, mely szerint a falu Szent István király idején a pécsváradi bencések tulajdona volt.
Később az 1232 előtti időkben királyi birtok volt.
1232-ben II. András király a pécsváradi apátságnak adományozta. Nevét ekkor Nagh Boda néven említették.
A 15. században a pécsi kispréposté volt.
A török hódoltság alatt nem néptelenedett el teljesen, a faluban még élt néhány család. A török felszabadító háborúk alatt azonban a falu a hadi felvonulások útjába esett, és teljesen elnéptelenedett.
1720 táján azonban - a fennmaradt hagyományok szerint - Fuldából érkezett német telepesekkel népesítették újra.
1778-ban Mária Terézia uralkodásának végén - a pécsváradi uradalommal együtt - a település az egyetemi alapé lett.
2001-ben lakosságának 13,6%-a német nemzetiségűnek vallotta magát.

## Közélete

### Polgármesterei
| Időszak    | Polgármester   | Párt      |
| ---------- | -------------- | --------- |
| 1990–1994  | Csányi Jánosné | független |
| 1994–1998  | Csányi Jánosné | független |
| 1998–2002  | Stiefel Béláné | független |
| 2002–2006  | Gál Zoltán     | független |
| 2006–2010  | Gál Zoltán     | független |
| 2010–2014  | Gál Zoltán     | független |
| 2014–2019  | Gál Zoltán     | független |
| 2019–2021  | Weisz Nándorné | független |
| 2022–2024: | Winkler Tamás  | független |
| 2024– :    | Winkler Tamás  | független |

A településen 2022. július 3-án időközi polgármester választást kellett tartani, mert a 2019-ben megválasztott Weisz Nándorné 2021. július 30-án elhunyt. (A két dátum közti aránylag hosszú időtartamot a koronavírus-járvány miatt elrendelt korlátozások indokolták, mivel a járványhelyzet fennállása alatt Magyarországon nem lehetett választást kitűzni.)

## Népesség
A település népességének változása:
| Lakosok száma | 202  | 195  | 200  | 177  | 182  | 182  | 183  | 174  |
|               | 2013 | 2014 | 2015 | 2019 | 2021 | 2022 | 2023 | 2024 |

A 2011-es népszámlálás során a lakosok 81,9%-a magyarnak, 2,9% cigánynak, 19,6% németnek, 0,5% szerbnek mondta magát (17,6% nem nyilatkozott; a kettős identitások miatt a végösszeg nagyobb lehet 100%-nál). A vallási megoszlás a következő volt: római katolikus 54,9%, református 2%, felekezeten kívüli 13,7% (29,4% nem nyilatkozott).
2022-ben a lakosság 84,1%-a vallotta magát magyarnak, 41,2% németnek, 1,6% cigánynak, 0,5% lengyelnek, 1,6% egyéb, nem hazai nemzetiségűnek (13,2% nem nyilatkozott; a kettős identitások miatt a végösszeg nagyobb lehet 100%-nál). Vallásuk szerint 28,6% volt római katolikus, 3,3% református, 1,6% evangélikus, 0,5% egyéb keresztény, 0,5% egyéb katolikus, 14,8% felekezeten kívüli (50,5% nem válaszolt).

## Nevezetességei
- Római katolikus temploma - 1735-ben épült Mindenszentek tiszteletére. 1809-ben a régi templom helyére új templomot építettek. A templom freskóit Gebauer Ernő festette 1943-ban. A templom tornyát 2022-ben újították fel.

## Külső hivatkozások
- Fazekasboda Önkormányzatának honlapja